# Vanis
Els vanis (en norrè Vanir; en singular, Vanur) és un dels dos pantèons de la mitologia nòrdica, l'altre i més ben conegut són els ansos (en norrè Æsir). Possiblement, el nom prové de l'arrel protoindoeuropea wen 'esforçar-se', 'triomfar', cognat de Venus (comparable amb Vanadis), Wynn (en Protogermànic *Wanizaz).
Els vanis viuen al Vanaheim, també anomenat Vanaland; Snorri Sturluson anomena a la seva terra Tanakvísl o Vanakvísl (Tanakvísl eða Vanakvísl). Vanaheim, de la mateixa manera que Asgard, és la llar dels déus en l'arbre de la vida Ígdrasil.